# Mariefredspartiet
Mariefredspartiet är ett lokalt politiskt parti i Strängnäs kommun. Partiet bildades 18 november 2004 och vill verka för ett ökat självstyre för Mariefred. Tillsammans med lokalpartierna A2000 från Flens kommun, Strängnäspartiet och VTL från Vingåkers kommun bildade man 10 mars 2005 ett nätverk, som sedan utökades med fler lokalpartier. Mariefredspartiet beslutade under våren 2018 att inte ställa upp i valet utan att i stället fortsätta att verka som en tankesmedja med fokus på lokal demokrati.

## Valresultat
| Valår | mandat | av möjliga | röster | procent |
| ----- | ------ | ---------- | ------ | ------- |
| 2006  | 2      | 49         | 628    | 3,34    |
| 2010  | 2      | 55         | 852    | 4,20    |
| 2014  | 1      | 55         | 586    | 3,29    |